# Freddie Sears
Frederick David « Freddie » Sears, né le 27 novembre 1989 à Hornchurch (borough londonien d'Havering), est un footballeur anglais qui évolue au poste d'attaquant à Colchester United.

## Biographie
Formé à West Ham Utd, après avoir inscrit 25 buts en 24 matchs avec les jeunes et la réserve, il débute en équipe première le 15 mars 2008 contre les Blackburn Rovers, à l'âge de 18 ans. Entré à la 75e minute à la place de Nolberto Solano, il inscrit en plus le but de la victoire, cinq minutes après son entrée en jeu.
En juin 2009, le prêt de Sears pour la saison de 2009-2010 est conclu avec Crystal Palace. Mais à la suite des blessures de Carlton Cole, Luis Boa Morte et Zavon Hines, ainsi que la suspension de Guillermo Franco, Freddie Sears est rappelé par West Ham Utd, en manque d'attaquants.
En janvier 2010, il est prêté pour le reste de la saison à Coventry City FC. Il retourne à West Ham Utd avant d'être prêté pour deux mois, de mi-octobre à mi-décembre 2010 à Scunthorpe.
Le 21 décembre 2010, il est rappelé par West Ham. En février 2012, il est prêté jusqu'à la fin de la saison à Colchester United. Il est recruté définitivement pour trois saisons le 4 juillet 2012.
Le 16 janvier 2015 il rejoint Ipswich Town.
Le 15 juin 2021, il rejoin Colchester United.